# Chelsea (série de televisão)
Chelsea foi um programa de entrevistas cômico produzido e exibido pela Netflix e apresentado pela comediante Chelsea Handler. O programa estreou em 11 de maio de 2016. foram 90 episódios do talk show disponíveis no primeiro ano, cada episódio tendo 30 minutos de duração. O programa no início foi gravado na segunda, terça e quarta-feira de cada semana em que ia ao ar. Foi o primeiro talk show da Netflix. O programa abordou "temas reais" com um senso de humor como o de Chelsea Does. Ela teve a presença de varias celebridades no show ao longo das duas  temporadas. O seu parceiro cômico Chuy não fez parte do programa. O programa tem  uma perspectiva global como Handler  disse, "A Netflix me fez capaz de fazer histórias que são globais, e isso me faz capaz de prestar atenção às coisas que não me interessam de uma forma que poderá ser divulgado em todos estes diferentes países. "
A segunda temporada estreou em 14 de abril de 2017 sendo exibido somente às sextas.
Em 18 de outubro de 2017, foi anunciado que o show não seria renovado para uma terceira temporada.

## Antecedentes
Chelsea é a parte do acordo com a Netflix, que ela fez em julho , que incluía um especial de comédia stand-up intitulado Uganda Be Kidding Me Live e um especial de  comédia documentário chamado Chelsea Does. A música-tema foi escrita pelo artista electro pop Memoryy
Em 16 de março de 2016, Handler anunciou no Twitter que cada episódio seria lançado às 00:01, horário do pacífico dos EUA, nas quartas, quintas e sextas de manhã, três vezes por semana, inclusive nos períodos de férias, onde episódios seria "bancados" para o lançamento. No mesmo dia, Handler  apresentou um documento escrito à mão por ela mesma sobre o novo show com os dizeres "ESTREIA 11 DE MAIO". Ela anunciou que ela e o Netflix iriam revelar o nome do programa em uma conversa pelo no Twitter.
Quanto ao título do show, Handler disse que "Nós pensamos muito sobre o título do meu ....programa no Netflix, e lá estava um time inteiro no Netflix, que trabalhou nele; nós contratamos um departamento  digital de algumas crianças que trabalham em vários países para ajudar a implementar este programa, e depois de dois para três longas horas, que surgiu com o nome de Chelsea." O nome do programa é intitulado sob o nome da apresentadora.
O programa não vai ao ar ao vivo, mas vai ser gravado na frente com uma plateia.  Handler explicou por que: "Ele tem de ser exibido em 190 países, o que nos proíbe de ir ao ar ao vivo no Netflix, então vamos gravar e, em seguida, eles vão fazer o stream e distribui-lo em todos os outros países e territórios que eles atuam, em seguida, ele virá ao ar, provavelmente, 12 horas depois de gravá-lo."
Ela expressa o que ela quer, para ser diferente dos típicos formatos de late-night talk shows dizendo: "eu não quero que ele seja como um talk show a cada noite em que eu sair cantando e dançando a noite toda. "